# Chatose
Chatose bezeichnet im Bereich der klassischen Polsterei eine Blende, die bei Sitzmöbeln meist vorne an den Armteilen – in manchen Fällen auch seitlich am Rückenteil – angebracht ist. Chatosen dienen hauptsächlich dazu, die beim Beziehen des Möbels angebrachten Polsternägel oder Klammern zu verdecken. So kann damit das Gesamtbild des Möbels abgerundet werden. Je nach Form und Material können Chatosen aber auch ganz gezielt als Stilmittel eingesetzt werden.

## Material
In der klassischen Polsterei bestehen Chatosen hauptsächlich aus Holz: entweder fein gearbeitet mit Verzierungen, gut geschliffen und gebeizt als massive Sichtholzblenden, oder aber als Blindholzchatosen, die mit Stoff oder Leder bezogen werden. Befestigt werden Holzchatosen meist mit Holzdübeln oder Nägeln.
Die moderne Polsterindustrie kennt neben der klassischen Holzchatose verschiedene Blenden aus Kunststoff oder fester Pappe, die auf verschiedene Art mit Kunststoffdübeln, Einschlagmuffen, Nagelbändern etc. befestigt werden.

## Herkunft
Die Entstehungszeit der Chatose geht in der Geschichte weit zurück. Chatosen tauchen an Möbeln zunehmend zu Beginn des 18. Jahrhunderts auf, wo im Bürgertum des ausgehenden Barockzeitalters ein Übergang von recht groben Möbelkonstruktionen, die meist nur von losen Polstern bedeckt wurden, hin zu einem Maß an Bequemlichkeit, Eleganz und Handwerkskunst stattfand. Immer öfter wurden in dieser Zeit die Namen der Möbelhersteller wie Chippendale oder Sheraton stilprägend für die Möbel.
Der Anteil an bepolsterter Fläche eines Möbels wurde immer größer. Waren früher meist nur der Sitz und vielleicht auch einmal das Rückenteil gepolstert, so wurden nun auch Seitenteile üppig bezogen. Das Sitzmöbel wurde immer mehr zum Vollpolstermöbel und so musste aus technischer Sicht, aber auch aus stilistischen Gründen, zwangsläufig mit Holzblenden gearbeitet werden.

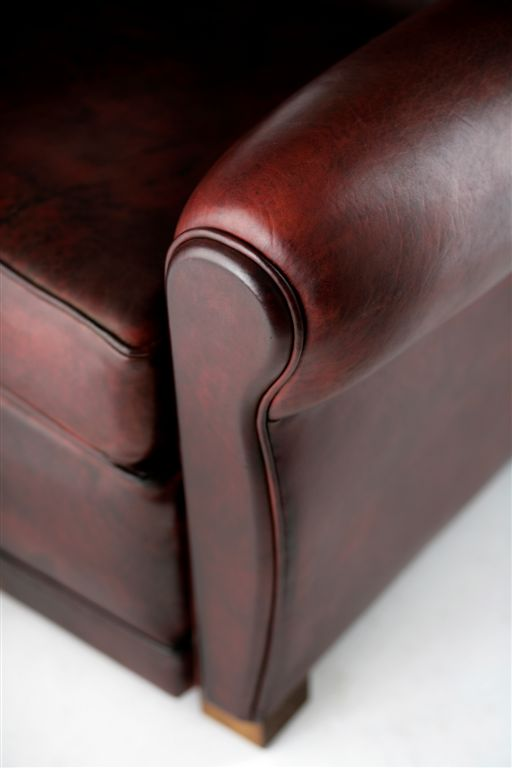
Feine, mit Leder bezogene Chatosen bilden bei hochwertigen Ledersesseln, wie zum Beispiel bei diesem Clubsessel, den perfekten Abschluss der Polsterarbeiten.
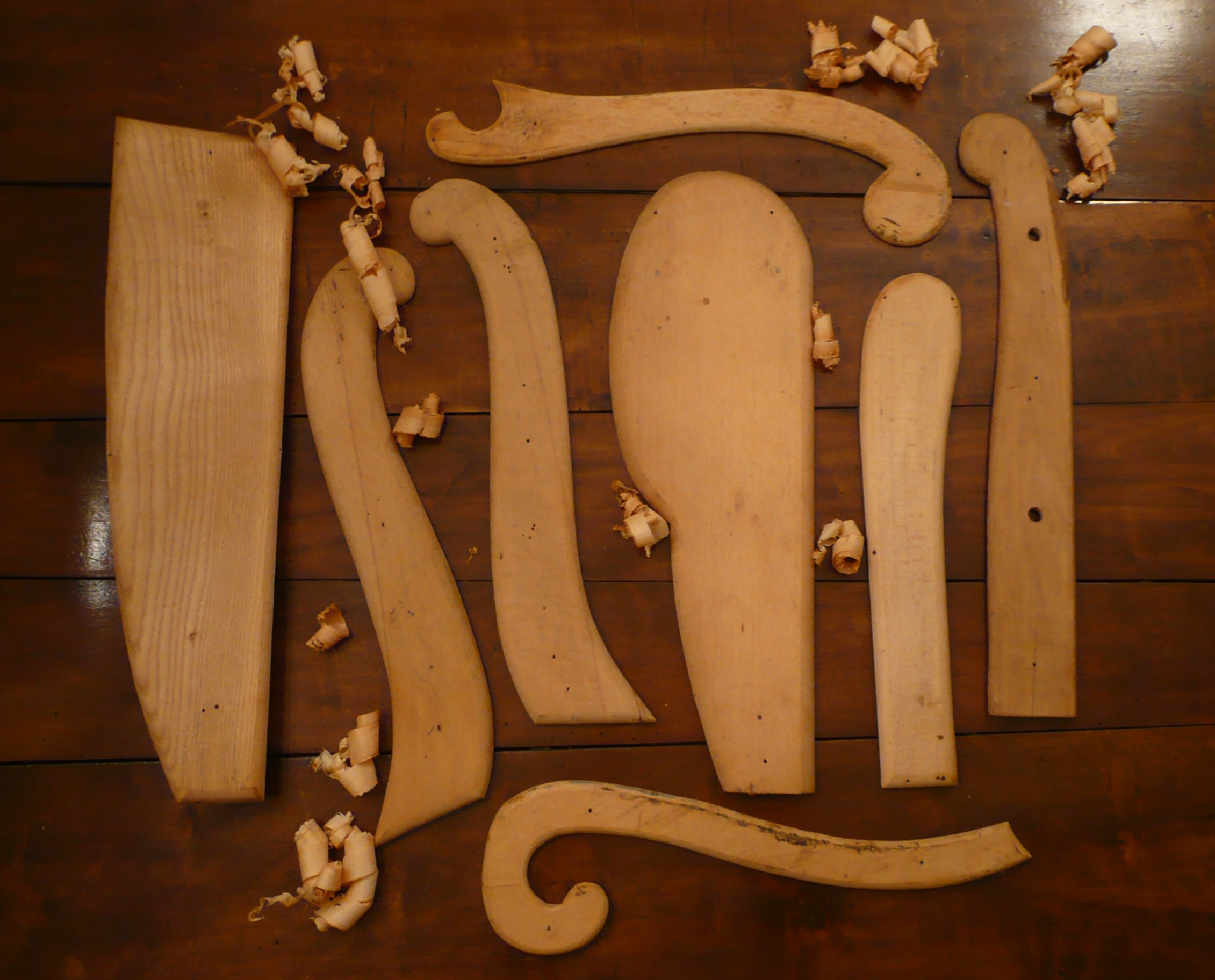
In den 1920er und 1930er Jahren entstanden diese originalen Blindholzchatosen, die von französischen Clubsesseln stammen und mit Leder bezogen waren.
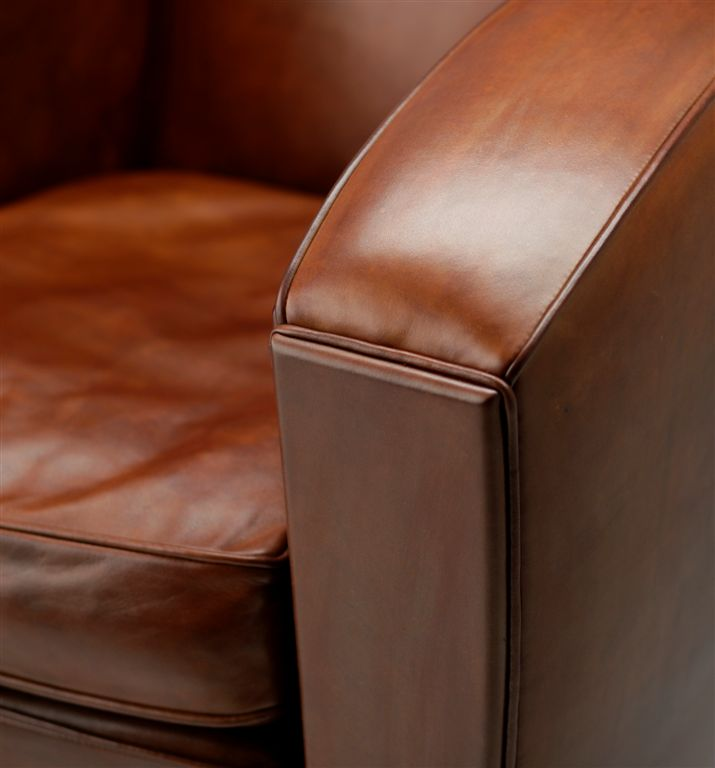
Ausschnitt einer Armteilchatose. Hier ist Sinn und Zweck einer Chatose gut zu erkennen: Mit Hilfe eines angebrachten Keders bildet sie einen sauberen Übergang der Polsterteile, verdeckt alle Nägel oder Klammern und sorgt für ein gelungenes Gesamtbild.
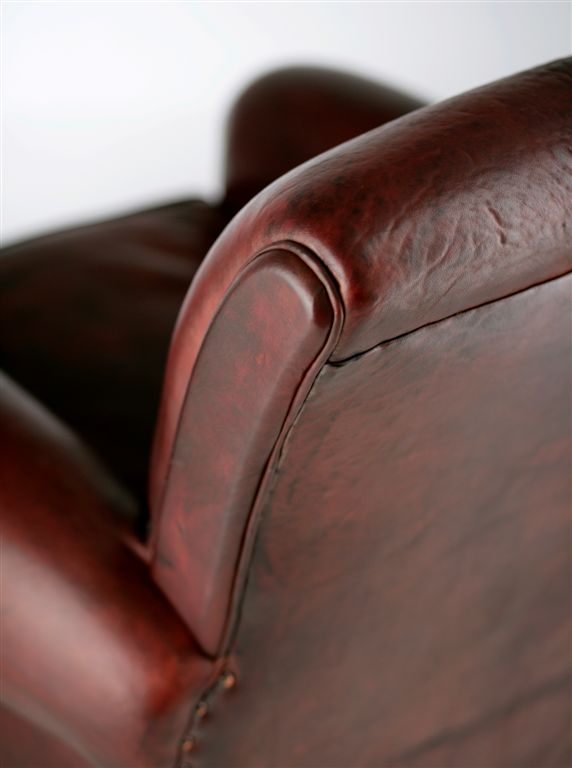
Nicht nur an Armteilen, sondern auch seitlich wie hier am Rückenteil kommen Chatosen vor.